# Río Cuarto (ville)
Pour la rivière, voir Río Cuarto.
Río Cuarto est une ville de la province de Córdoba, en Argentine, et le chef-lieu du département de Río Cuarto.
Il s'agit de la deuxième ville de la province.

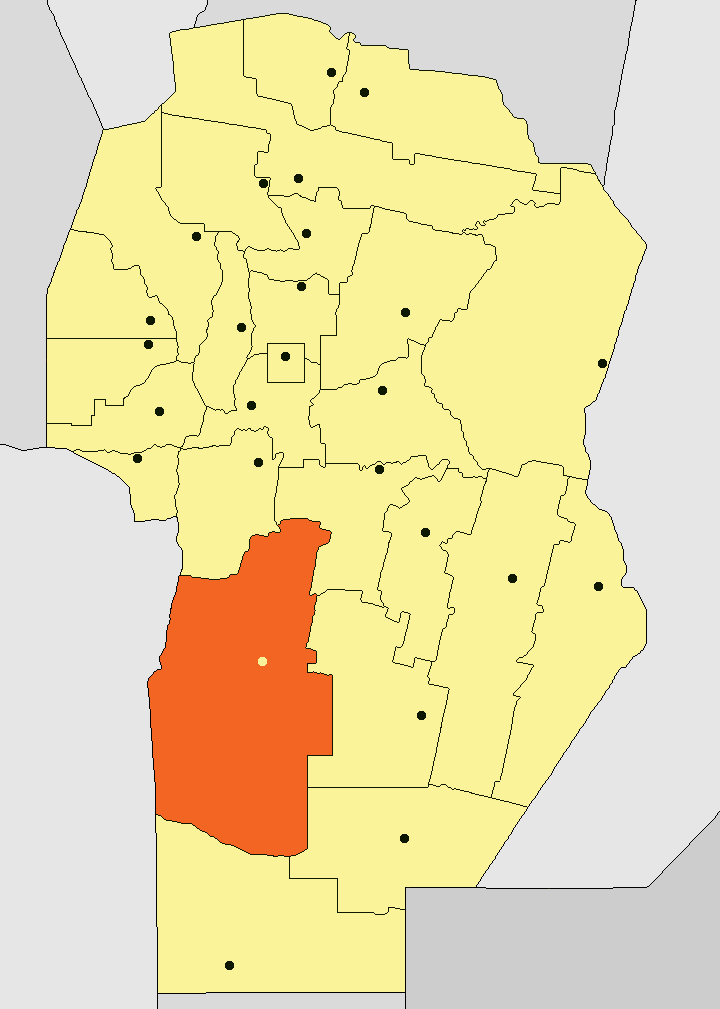
Localisation de la ville dans la province.

## Situation
La ville est située à 216 km au sud de la capitale provinciale Córdoba, par la route nationale 36. Depuis Buenos Aires, on y accède par la route nationale 8 (Buenos Aires-Villa Mercedes).
C'est un important carrefour commercial au centre du pays, situé dans une région fertile avec un climat tempéré.

## Population
La ville comptait 144 021 habitants en 2001, soit une hausse de 19,75 % par rapport au chiffre de 1991.